# Les Blair
Les Blair est un réalisateur, scénariste, producteur et monteur britannique né le 23 octobre 1941 à Manchester au Royaume-Uni.

## Filmographie

### comme réalisateur
- 1978 : Law and Order (feuilleton TV)
- 1985 : Honest, Decent & True (TV)
- 1985 : Number One (TV)
- 1986 : London's Burning: The Movie (TV)
- 1988 : Leave to Remain (TV)
- 1988 : La Brigade du courage ("London's Burning") (série TV)
- 1989 : The Accountant
- 1990 : News Hounds (TV)
- 1991 : Screen One: Filipina Dreamgirls (TV)
- 1992 : Tracey Ullman: A Class Act (TV)
- 1993 : Bad Behaviour
- 1993 : Merrihill Millionaires (TV)
- 1995 : Bliss (TV)
- 1997 : Jump the Gun
- 1998 : Stand and Deliver (TV)
- 2001 : H3

### comme scénariste
- 1998 : Amazing Grace
- 1990 : News Hounds (TV)
- 1993 : Bad Behaviour
- 1995 : Bliss (TV)
- 1997 : Jump the Gun
- 1998 : Stand and Deliver (TV)

### comme producteur
- 1971 : Bleak Moments de Mike Leigh

### comme monteur
- 1971 : Bleak Moments de Mike Leigh